# خربقان برگ‌خربقی
خربقان برگ‌خربقی (نام علمی: Epipactis veratrifolia)، یا خربقان معمولی، گونه‌ای ارکیده خاکزی از سرده خربقان می‌باشد.

## شرح
گیاهان حداکثر به ارتفاع ۱۵۰ سانتی‌متر و برگ‌های سرنیزه‌ای فراوان با رگبرگ‌های برجسته می‌باشد. گل‌ها بزرگ، باز و سبزفام بوده و گلبرگ‌ها کمی کوتاه‌تر از کاسبرگ‌ها است. گلبرگ لابل دارای قوس بوده و لب پایین آن مانند زورقی باریک است و لب بالایی سرنیزه‌ای و به رنگ قهوه‌ای مایل به قرمز با نوک سفید است. ساقه زیرزمینی و اغلب چوبی است. زمان گلدهی از نیمه اردیبهشت تا اوایل تیرماه می‌باشد. کپسول بذرهای رسیده بزرگ و توسط پایکی آویخته است.
خربقان برگ‌خربقی در میان بوته‌زارها و در نزدیکی چشمه‌ها، کناره رودها و جویبارها و بر روی صخره‌های نم‌دار و پوشیده از خزه رشد می‌کند. در ایران از نواحی شمالی، شمال‌غربی، غرب، جنوب و جنوب‌شرقی گزارش شده است.

## نگارخانه

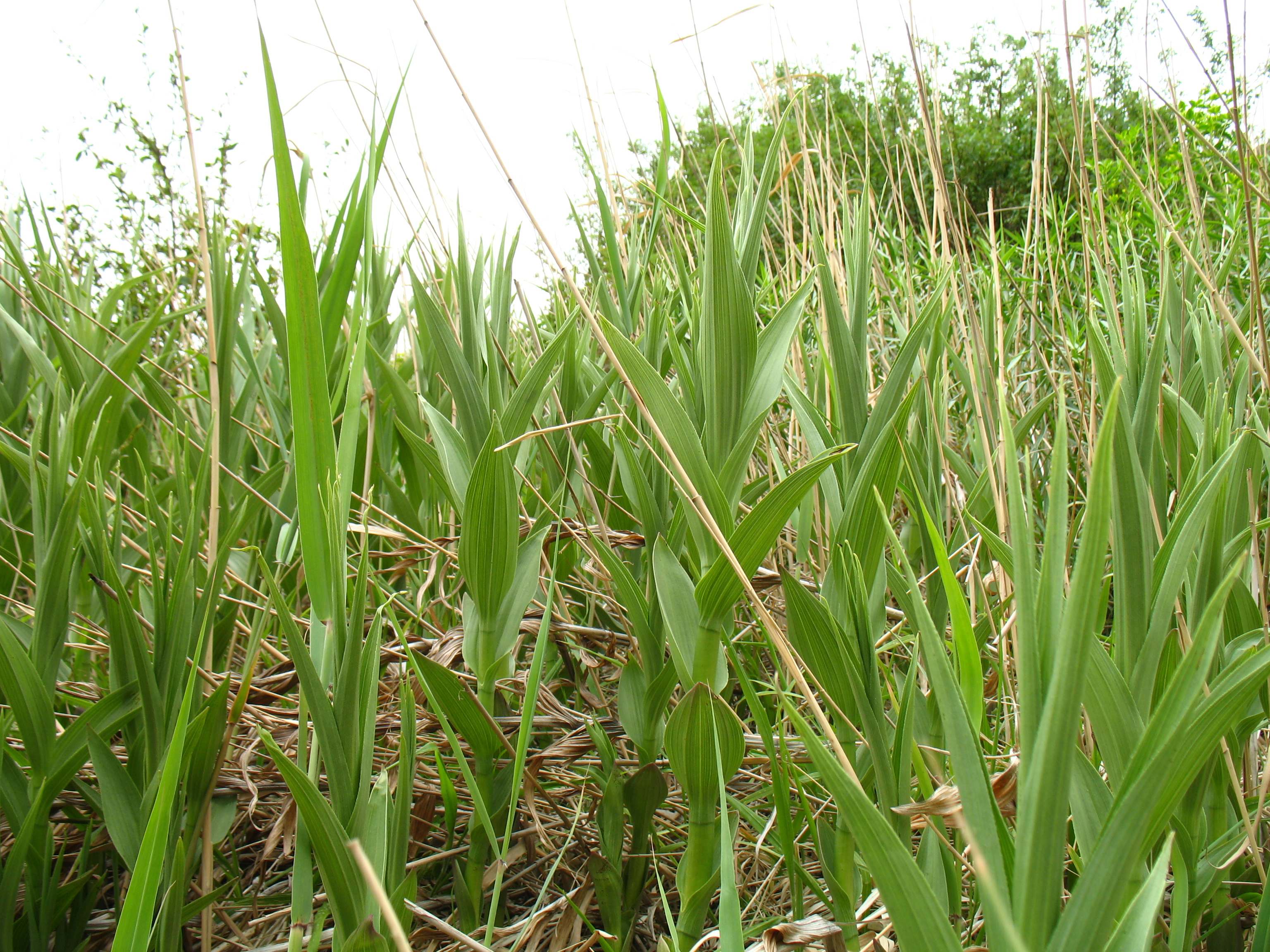
ساقه و برگ‌های نیزه‌ای
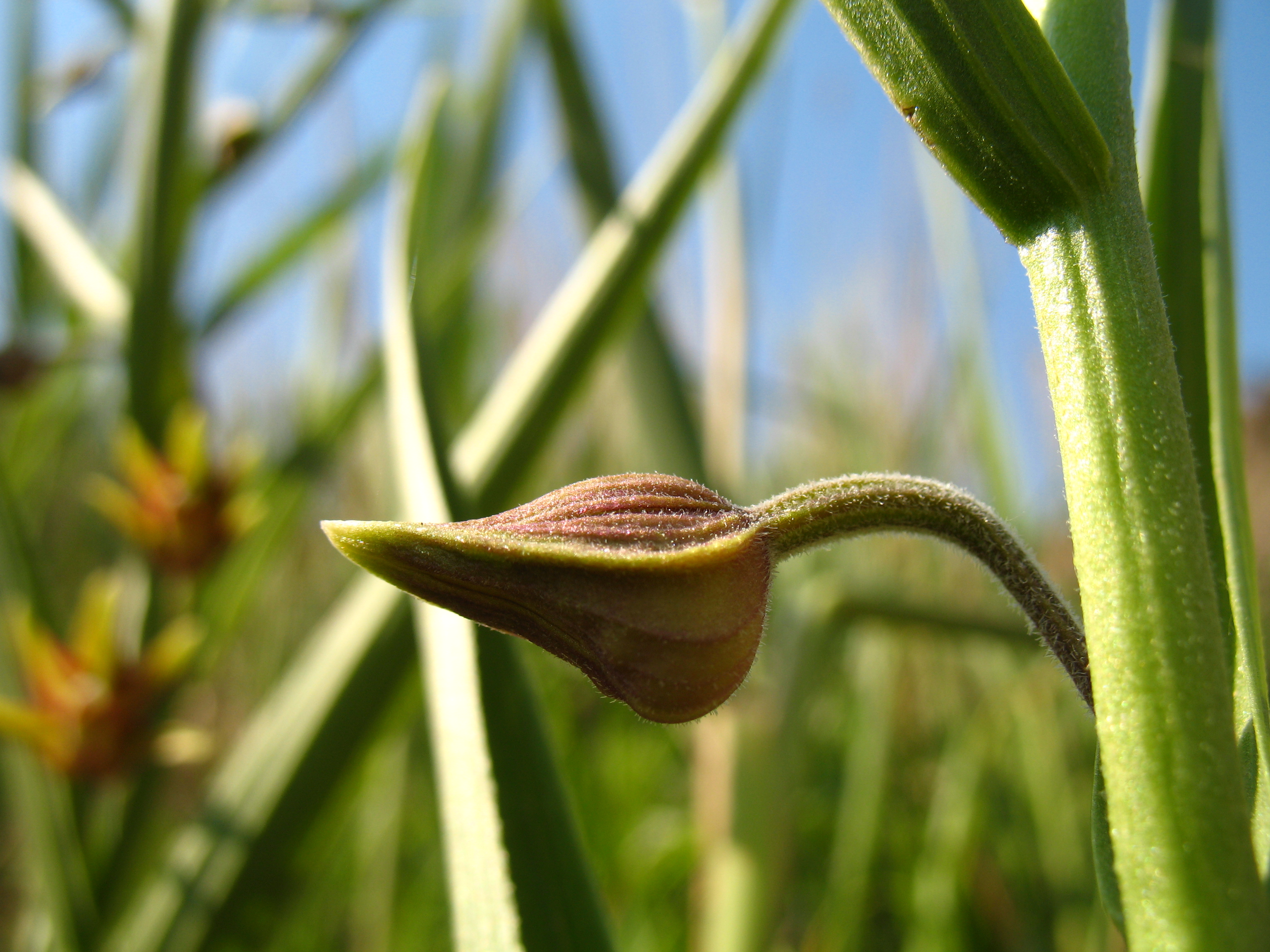
غنچه
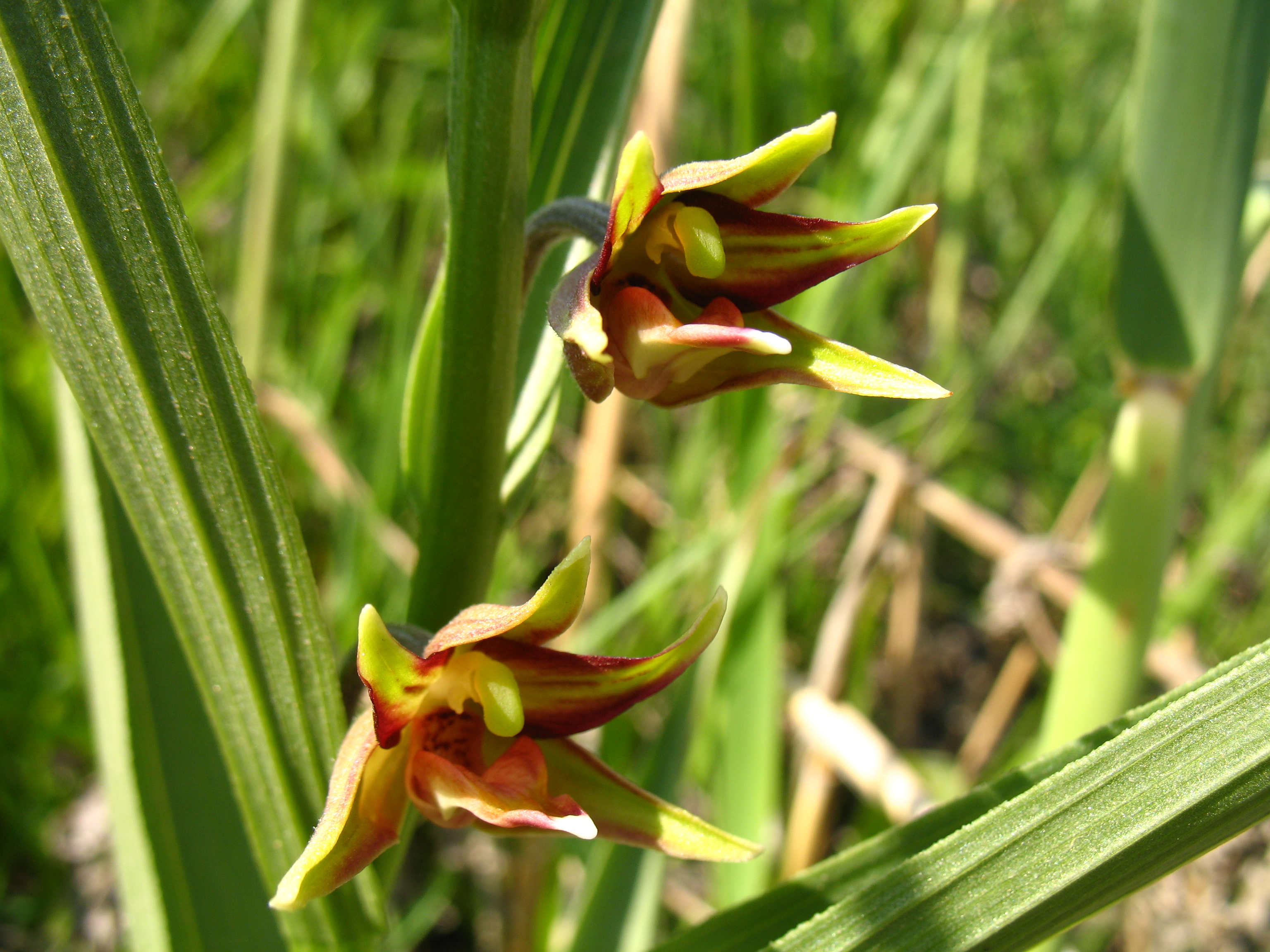
گل‌ها
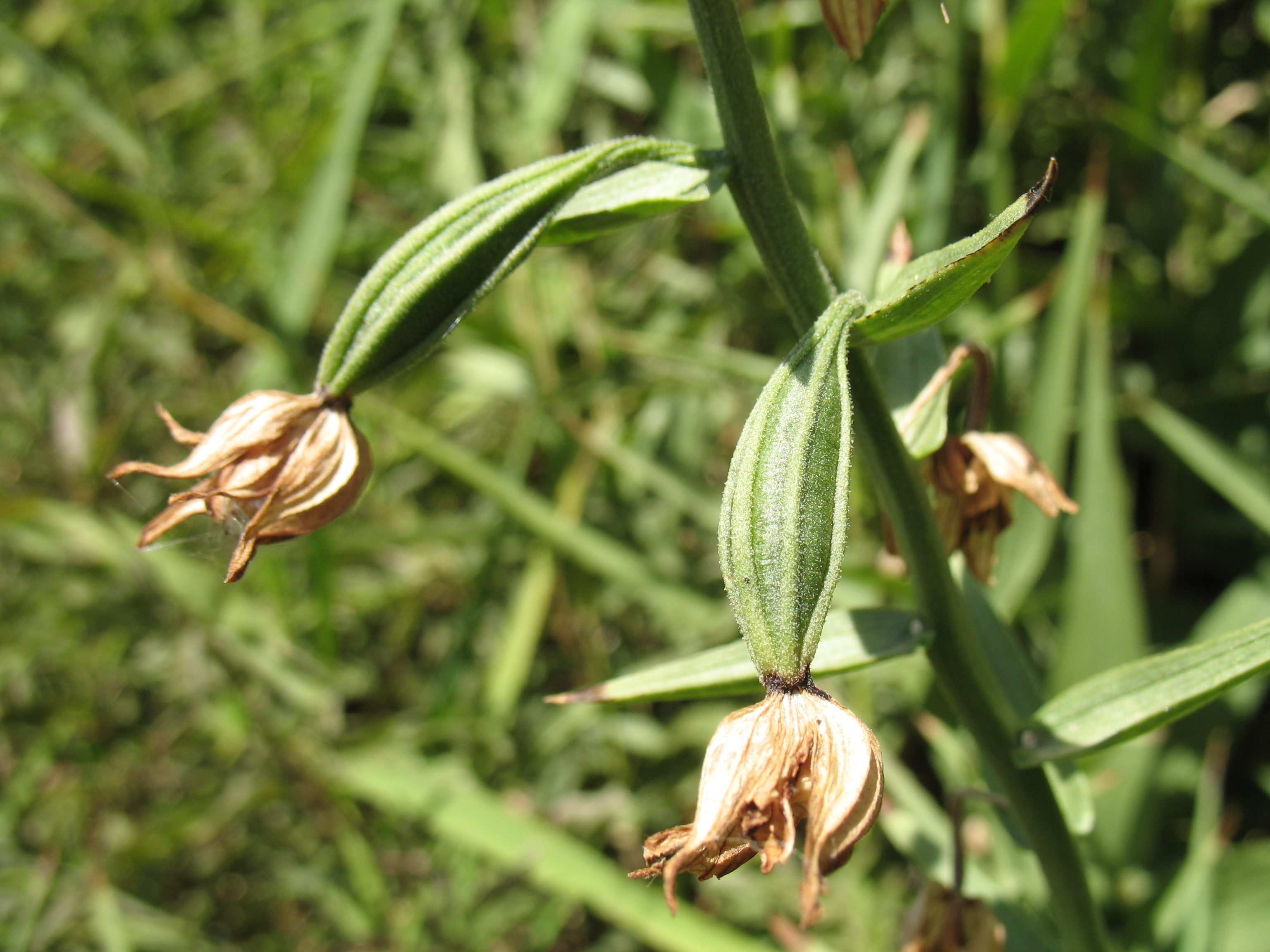
کپسول‌های بزرگ بذر